# ナンバ走り
ナンバ走り（ナンバばしり）は、「ナンバ」をもとに研究された走り方である。なんば走りとも表記される。

## 概要
「ナンバ」は「右手と右脚、左手と左脚を同時に出す」ことであるが、「ナンバ走り」と称されるものは実際には「ナンバ」ではないものも含む場合がある。
江戸時代の日本の飛脚の走り方といわれており、これにより飛脚は1日に数十km、場合によって100km以上を走れたとされる。しかし、その走法は失伝しており、映像なども残っていないために推測しかできないとされ、その真偽には疑義がもたれている。
また、ウルトラマラソンやトレイルランニングに見られるように、手と脚を逆に出す現代の一般的な走法でも1日に100km以上走ることは可能である。
この走法と「ナンバ」の名称は、古武術研究家の甲野善紀の著作などにより一般に知られるようになった。スポーツの練習法としても注目され、桐朋学園大学教授の矢野龍彦などがナンバ走りを取り入れたスポーツ理論などを提唱・指導している。2000年に桐朋高校のバスケットボール部が取り入れ、東京代表としてインターハイ出場を決めたほか、新潟県の県立高校のバスケットボール部でもナンバ走りを取り入れているところがある。2003年6月の日本陸上競技選手権大会の男子200mで20秒03のアジア新記録を出した末續慎吾が「ナンバ走りの動きを意識して走った」と語ったことで、認知度が上昇した。しかしながら、実際には末續慎吾の走法は右手と右足、左手と左足が同時に出る「ナンバ」にはなっておらず、ナンバの歩法を練習に取り入れることによって得た身体感覚をもとにして生み出された、無駄のない効率的な走り方のことを指して「ナンバ走り」と呼ぶことも多い。
また、末續慎吾の走法は甲野善紀や矢野龍彦よりも、当時の男子100m日本記録保持者伊東浩司がJBBFボディビル日本チャンピオン、アジアボディビルチャンピオン経験のある初動負荷理論の小山裕史の助言を基に生み出した走法に、末續のコーチである男子400m元日本記録保持者高野進が自らの選手時代の経験を加味して生み出した「膝を上げず前へ出す」走法の影響が強く、高野が末續の走法を追求する外国の取材陣を煙に巻くために、部分的に取り入れたに過ぎない「ナンバ」を連発したためにこの言葉が広まったという面も否定できない。
ナンバ走りは上肢の振りや上体の捻りが少なく、効率が良く楽な走り方とされているが、東海大学体育学部の内山秀一らによる2011年の発表では、走行時のピッチの増加がナンバ様の走り方を出現させることを確認したうえで、走行時のピッチの増加とそれに伴う上体の捻りの減少は運動負荷を低減させるに至らないことが示唆された、としている。